# Gioseni
Gioseni è un comune della Romania di 4 100 abitanti, ubicato nel distretto di Bacău, nella regione storica della Moldavia.
Il comune è divenuto autonomo a seguito della Legge N. 67 del 23 marzo 2005, distaccandosi dal comune di Tamași. Il comune si trova sul lato sinistro del fiume Siret, a 20 km sud di Bacău.